# Hudson (Kansas)
Hudson es una ciudad ubicada en el condado de Stafford en el estado estadounidense de Kansas. En el año 2010 tenía una población de 129 habitantes y una densidad poblacional de 430 personas por km².

## Geografía
Hudson se encuentra ubicada en las coordenadas 38°6′14″N 98°39′38″O / 38.10389, -98.66056 (38.103897, -98.660474).

## Demografía
Según la Oficina del Censo en 2000 los ingresos medios por hogar en la localidad eran de $31,500 y los ingresos medios por familia eran $36,875. Los hombres tenían unos ingresos medios de $28,750 frente a los $23,750 para las mujeres. La renta per cápita para la localidad era de $13,730. Alrededor del 16.4% de la población estaban por debajo del umbral de pobreza.